# Даличай
Даличай (лезг. ДаливацӀ, рут. Дали-мыри) — река в России, правый приток реки Ахтычай, протекает в Республике Дагестан по территории Ахтынского района. Устье реки находится в 35 км от устья реки Ахтычай по правому берегу. Длина реки составляет 14 км. Площадь водосборного бассейна — 107 км².
Высота истока — 3360 м над уровнем моря. Уклон реки — 101 м/км.

## Притоки
Имеет два значительных притока: Кетеганчай (л) и Мугунчай (л).

## Данные водного реестра
По данным государственного водного реестра России относится к Западно-Каспийскому бассейновому округу, водохозяйственный участок реки — Самур, речной подбассейн реки — Ахтычай. Речной бассейн реки — Самур.
Код объекта в государственном водном реестре — 07030000412109300002408.

## География
Река берёт начало в горах Главного Кавказского хребта, протекает по ущелью Даличая и впадает в реку Ахтычай на высоте 1950 метров в черте села Хнов.

## Население
По всему течению реки расположен лишь один населённый пункт — село Хнов.